# Corriente Gremial Universitaria
La Corriente Gremial Universitaria (CGU) es un movimiento que agrupa estudiantes de la Universidad de la República - Uruguay. Fue formada en 1983, durante el contexto de la marcha estudiantil en reclamo de la vuelta de la democracia. CGU se fundó bajo tres principios que defiende hasta hoy día, estos son: la búsqueda de una Universidad más participativa, más nacional y más popular
Defiende los principios de autonomía, cogobierno, gratuidad y laicidad que dispone la Ley Orgánica de la Universidad. CGU históricamente ha tenido miembros notables del Partido Nacional; muchos de sus dirigentes o figuras relevantes comenzaron su actividad pública en la CGU. En la actualidad la CGU se destaca por ser una agrupación plural en la cual se pueden encontrar militantes de varios partidos políticos, se da esto ya que se considera a la CGU como un espacio donde pueden confluir variadas ideas para ser analizadas y cumplir un fin en común: mejorar la calidad de cursado de todos los estudiantes.

## Facultades en las que está presente CGU
- Agronomía
- Arquitectura, Diseño y Urbanismo
- Ciencias Económicas
- Derecho
- Facultad de Medicina (Universidad de la República)
- Veterinaria
- Ciencias Sociales
- Psicología
- Facultad de Información y Comunicación (Universidad de la República)
- Ingeniería

## Organización Central de CGU
La organización central de la Corriente Gremial Universitaria está integrada por dos órganos: la Asamblea General Legislativa de CGU y la Mesa Central Ejecutiva. Ambos órganos están integrados por representantes de todas las facultades donde se presenta CGU, y tienen como objetivo la conducción a nivel central de la Corriente de acuerdo a lo que establecen los estatutos. De ninguna forma estos órganos pueden intervenir sobre las decisiones de CGU de cada facultad.

### Asamblea General Legislativa
La Asamblea General Legislativa es el órgano legislativo de CGU, tiene como competencias la aprobación y modificación de los estatutos centrales de CGU, así como la posibilidad de variar cualquier decisión de la Mesa Central; también puede emitir comunicados y pronunciarse sobre temas de la Universidad a nivel central. La Asamblea está integrada por los representantes de CGU en el cogobierno de todas las facultades, así como un representante de cada Facultad donde se presente CGU pero no tenga representación en el cogobierno. La Asamblea es dirigida por la Mesa de la Asamblea la cual está integrada por un presidente, un vicepresidente un secretario y un vocal, electos por la Asamblea entre sus integrantes.

### Mesa Central Ejecutiva
La Mesa Central Ejecutiva es el órgano ejecutivo de CGU teniendo como competencias las decisiones diarias, y también el emitir comunicados y pronunciarse sobre temas de la Universidad a nivel central, siempre y cuando no contradiga lo establecido por la Asamblea General. La Mesa Central está integrada por un represente de cada Facultad donde se presente CGU.

## Políticos que iniciaron su carrera en la CGU
- Álvaro Delgado
- Martín Lema
- Álvaro F. Lorenzo
- Daniel Peña
- Andrés Abt[2]
- Jorge Gandini